# Rally van Monte Carlo 1975
De Rally van Monte Carlo 1975, officieel 43ème Rallye Automobile de Monte-Carlo, was de 43ste editie van de Rally van Monte Carlo en de eerste ronde van het Wereldkampioenschap Rally in 1975. Het was de 22ste rally in het Wereldkampioenschap Rally dat georganiseerd wordt door de Fédération Internationale de l'Automobile (FIA). De start was in vijf Europese steden (Agadir, Athene, Stockholm, Warschau en Monte Carlo) en de finish vond plaats in Monte Carlo.
Monte Carlo keerde terug als seizoensopener van het WK Rally, en Sandro Munari wist de succesvolle lijn die Lancia begon in het voorgaande seizoen voort te zetten met een overwinning; hij leidde de rally van start tot finish. Fiat moest wederom achtervolgen, met gastrijder Hannu Mikkola die tweede eindigde achter Munari, en teamgenoot Markku Alén op een derde plaats.

## Route
| Etappe | Dag(en)                                   | Klassementsproeven | Competitieve afstand | Start / Finish                |
| ------ | ----------------------------------------- | ------------------ | -------------------- | ----------------------------- |
| 1      | Woensdag 15 tot en met vrijdag 24 januari | 22                 | 472,00 kilometer     | Start in vijf Europese steden |
|        |                                           |                    |                      |                               |
| Totaal | Totaal                                    | 22                 | 472,00 kilometer     | Finish in Monte Carlo         |

- Noot: Indeling van de klassementsproeven en de etappes is onbekend.

## Resultaten
| Top tien klassement | Top tien klassement | Top tien klassement   | Top tien klassement  | Top tien klassement      | Top tien klassement | Top tien klassement      | Top tien klassement | Top tien klassement |              |
| Pos.                | Nr.                 | Rijder                | Navigator            | Auto                     | Gr.                 | Inschrijving             | Tijd                | Verschil            |              |
| ------------------- | ------------------- | --------------------- | -------------------- | ------------------------ | ------------------- | ------------------------ | ------------------- | ------------------- | ------------ |
| 1.                  | 14                  | Sandro Munari         | Mario Mannucci       | Lancia Stratos HF        | 4                   | Lancia Alitalia          | 6:25.59             | 0.00                |              |
| 2.                  | 2                   | Hannu Mikkola         | Jean Todt            | Fiat Abarth 124 Rallye   | 4                   | Fiat S.p.A.              | 6:29.05             | + 3.06              |              |
| 3.                  | 10                  | Markku Alén           | Ilkka Kivimäki       | Fiat Abarth 124 Rallye   | 4                   | Fiat S.p.A.              | 6:29.46             | + 3.47              |              |
| 4.                  | 12                  | Fulvio Bacchelli      | Bruno Scabini        | Fiat Abarth 124 Rallye   | 4                   | Fiat S.p.A.              | 6:47.02             | + 21.03             |              |
| 5.                  | 20                  | Jean-François Piot    | Jean De Alexandris   | Renault 17 Gordini       | 2                   | Renault Elf              | 6:51.15             | + 25.16             |              |
| 6.                  | 28                  | Jacques Henry         | Maurice Gelin        | Alpine-Renault A110 1800 | 4                   | Jacques Henry            | 6:52.12             | + 26.13             |              |
| 7.                  | 56                  | Jean-Pierre Rouget    | Patrice Chonez       | Porsche 911              | 3                   | Jean-Pierre Rouget       | 7:25.00             | + 59.01             |              |
| 8.                  | 40                  | Guy Fréquelin         | Christian Delferrier | Alfa Romeo 2000GTV       | 1                   | Guy Fréquelin            | 7:33.30             | + 1:07.31           |              |
| 9.                  | 41                  | Noël Labaune          | Jean Maurin          | Porsche 911              | 3                   | Noële Labaune            | 7:46.25             | + 1:20.26           |              |
| 10.                 | 30                  | Christian Dorche      | Pierre Gertosio      | BMW 2002 TII             | 1                   | Christian Dorche         | 7:49.25             | + 1:23.26           |              |
| Niet aan de finish  |                     |                       |                      |                          |                     |                          |                     |                     |              |
| Pos.                | Nr.                 | Rijder                | Navigator            | Auto                     | Gr.                 | Inschrijving             | KP                  | Reden               | Reden        |
| NF                  | 1                   | Jean-Claude Andruet   | Yves Jouanny         | Lancia Stratos HF        | 4                   | Lancia Alitalia          | 6                   | Ongeluk             | Ongeluk      |
| NF                  | 3                   | Amilcare Ballestrieri | Piero Sodano         | Lancia Beta Coupé        | 4                   | Lancia Alitalia          | 1                   | Motor               | Motor        |
| NF                  | 4                   | Walter Röhrl          | Jochen Berger        | Opel Ascona              | 2                   | Opel Euro Händler Team   | 7                   | Motor               | Motor        |
| NF                  | 5                   | Jean-Luc Thérier      | Michel Vial          | Alpine-Renault A310      | 4                   | Alpine Renault Elf       | 5                   | Ongeluk             | Ongeluk      |
| NF                  | 6                   | Bernard Darniche      | Alain Mahé           | Fiat Abarth 124 Rallye   | 4                   | Fiat S.p.A.              | 4                   | Motor               | Motor        |
| NF                  | 8                   | Jean-Pierre Nicolas   | Vincent Laverne      | Alpine-Renault A110 1800 | 4                   | Alpine Renault Elf       | 12                  | Ongeluk             | Ongeluk      |
| NF                  | 9                   | Lars Carlsson         | Bob de Jong          | Opel Ascona              | 2                   | Opel Dealer Team Holland | 14                  | Lekke banden        | Lekke banden |
| NF                  | 11                  | Achim Warmbold        | John Davenport       | Alpine-Renault A310      | 4                   | Alpine Renault Elf       | 4                   | Ongeluk             | Ongeluk      |
| NF                  | 17                  | Raffaele Pinto        | Arnaldo Bernacchini  | Lancia Stratos HF        | 4                   | Lancia Alitalia          | 6                   | Ongeluk             | Ongeluk      |
| NF                  | 23                  | Jean Ragnotti         | Pierre Thimonier     | Alpine-Renault A110 1800 | 4                   | Jean Ragnotti            | 5                   | Ongeluk             | Ongeluk      |

## Statistieken
- Noot: Statistieken zijn tot op heden niet representatief bekend.

#### KP overwinningen
| Rijder              | Aantal |
| ------------------- | ------ |
| Sandro Munari       | 9      |
| Hannu Mikkola       | 6      |
| Jean-Pierre Nicolas | 4      |
| Markku Alén         | 3      |

## Kampioenschap standen

#### Constructeurs
| Pos. | Constructeur   | Ptn. |
| ---- | -------------- | ---- |
| 1    | Lancia         | 20   |
| 2    | Fiat           | 15   |
| 3    | Renault        | 8    |
| 4    | Alpine-Renault | 6    |
| 5    | Porsche        | 4    |

- Noot: Enkel de top vijf posities worden in de stand weergegeven.